# Давыдово (деревня, Москва)
Давыдово — деревня в Троицком административном округе Москвы (до 1 июля 2012 года в составе Подольского района Московской области). Входит в состав поселения Клёновское.

## Население
| 1859 | 1890 | 1899 | 1926 | 2002 | 2006 | 2010 |
| ---- | ---- | ---- | ---- | ---- | ---- | ---- |
| 228  | ↗280 | ↘257 | ↗303 | ↘37  | ↘23  | ↗75  |

Согласно Всероссийской переписи, в 2002 году в деревне проживало 37 человек (21 мужчина и 16 женщин). По данным на 2005 год в деревне проживало 23 человека.

## География
Деревня Давыдово расположена в восточной части Троицкого административного округа, на реке Моче примерно в 57 км к юго-западу от центра города Москвы. В 2 км к северо-западу от деревни проходит Варшавское шоссе, в 7 км к северо-востоку — Московское малое кольцо А107, в 8 км к югу — Большое кольцо Московской железной дороги.
К деревне приписан жилищно-строительный потребительский кооператив. Ближайшие населённые пункты — село Клёново и деревня Починки.

## История
В «Списке населённых мест» 1862 года — владельческое сельцо 1-го стана Подольского уезда Московской губернии по левую сторону Московско-Варшавского шоссе, из Подольска в Малоярославец, в 17 верстах от уездного города и 12 верстах от становой квартиры, при реке Моче, с 34 дворами и 228 жителями (104 мужчины, 124 женщины).
По данным на 1899 год — деревня Клёновской волости Подольского уезда с 257 жителями.
В 1913 году — 48 дворов, усадьба Мюллер и чайная лавка.
По материалам Всесоюзной переписи населения 1926 года — центр Давыдовского сельсовета Клёновской волости Подольского уезда в 2,7 км от Варшавского шоссе и 11,7 км от станции Гривна Курской железной дороги, проживало 303 жителя (139 мужчин, 164 женщины), насчитывалось 55 хозяйств, из которых 54 крестьянских.
1929—1963, 1965—2012 гг. — населённый пункт в составе Подольского района Московской области.
1963—1965 гг. — в составе Ленинского укрупнённого сельского района Московской области.
С 2012 г. — в составе города Москвы.